# 停電

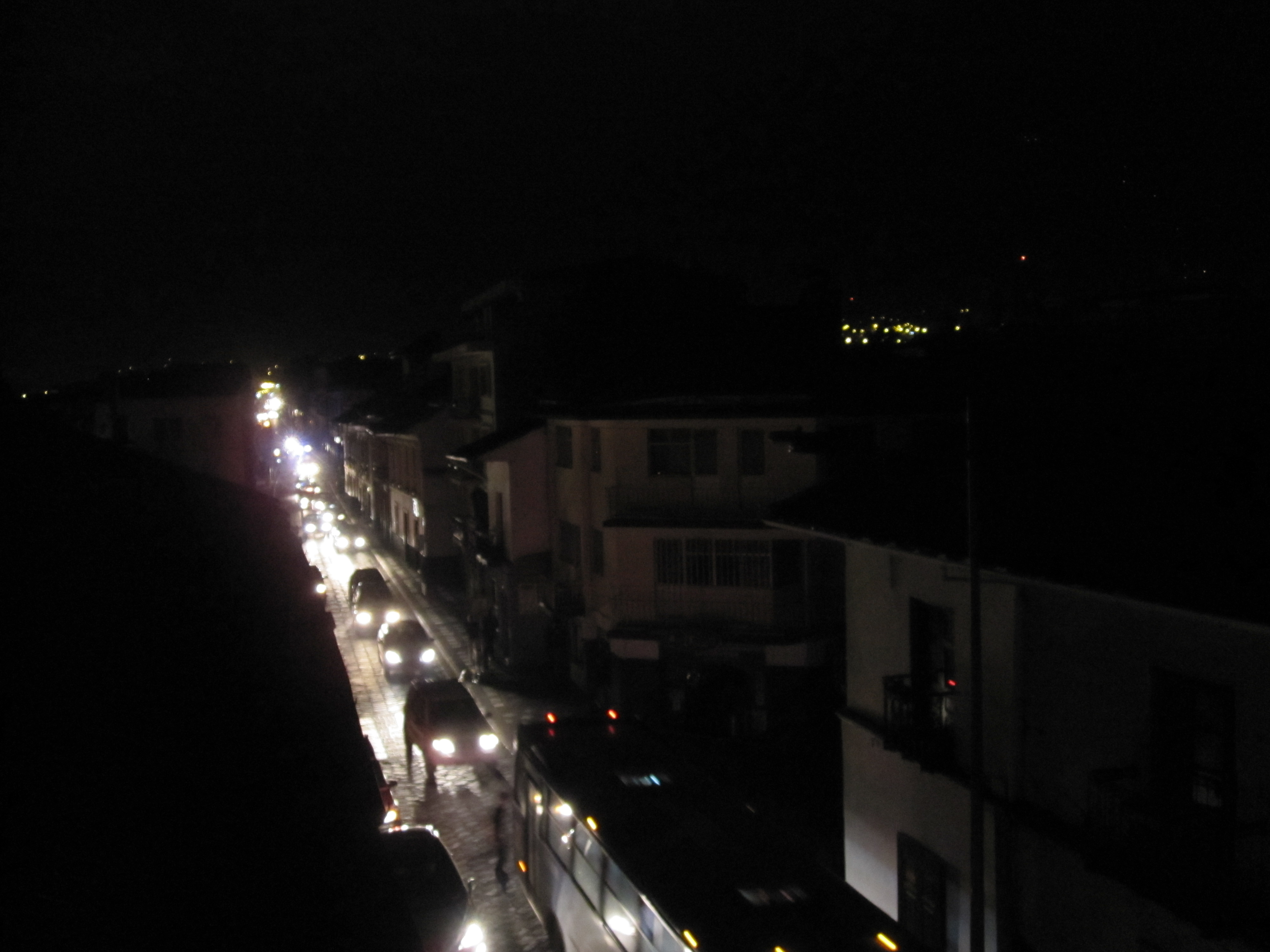
停電により真っ暗になった市街地（2009年・エクアドル）

停電（ていでん）とは、配電（電力供給）が停止すること。主に需要家への電力供給の停止について言う。原因はさまざまである。

## 概要

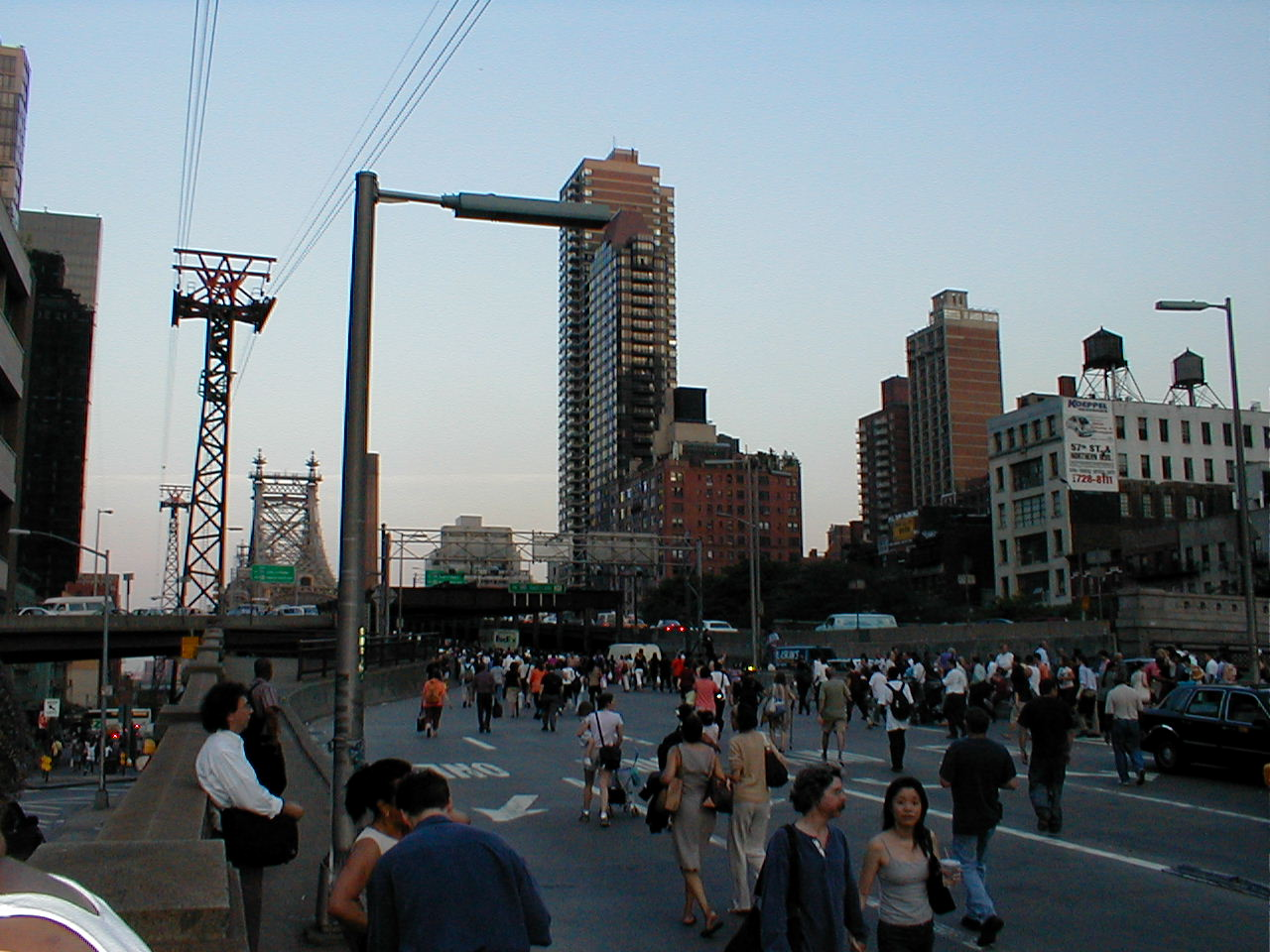
停電で交通機関がストップし、徒歩で帰宅する市民（2003年8月、ニューヨーク）

電気は19世紀以後より非常に便利なエネルギー源として、多くの文明がある地域で利用されるに至っており、多くの人がこれに依存した生活を送っている。このため供給が滞れば、これらの人々の生活が混乱する。停電は、この電力供給が停止した状態であるが、現象ないし事件としては、この電力供給停止に伴って発生した混乱とセットで扱われる。
現在の日本では他国に比べて電力供給が非常に安定しており、停電はかなり少なく、その少なさは先進国中でも突出している。2001–2002年における一般家庭の年間平均停電時間は、アメリカ 73分、イギリス 63分、フランス 57分、日本 9分となっている。これは、1996年（平成8年）の改正まで電気事業法により、各電力会社は電力を供給する義務が課せられていたことと、電気に対し非常に高い品質を要求した消費者があり、それに対し設備の設計上の工夫や増強、ならびに停電復旧の迅速化などを絶え間なく行って応えた電力会社の努力の結果に負うところが大きい。このため、社会インフラ・各家庭等でも「停電は無いもの」「あってもすぐに復旧する」として、停電用の備えをしていない場合が多い。
日本でも2011年3月11日の東日本大震災では大規模な停電を生じ、その後、震災の影響による電力供給の低下により計画停電が実施されるなど節電や停電への備えが社会的な課題となっている。
開発途上国・貧困国では老朽化した送電設備や発電所の問題により、日に数時間停電するのは当たり前となっている地域も少なくない。かつてオイルショック時代のフランス等が早朝の送電を停止していた例のように、停電が計画的に実施されることもある。
なお日本などでは電力供給が滞りなく行われるのが通例であるため、計画停電を除き、電力会社側が原因で停電した場合には、電力料金を割り引く制度（停電割引）がある。
東京電力の場合、一般家庭契約で一時間以上の停電が有った場合、一日あたり基本料金の4%を割り引く。停電情報は「東京電力パワーグリッド」の停電情報を参照することで確認できる。
停電するのが常態となっているような地域では、余りそのような制度は見られず、ガスのように消費電力量のみによって使用料が請求される。

## 停電の原因
現象は同じ「停電」であっても、その要因にはいくつかの種類がある。

### 電力会社の設備によるもの

#### 意図しないもの
- 電力需要が供給を上回ることによるもの。
- 天災。地震・雷・火事・台風・風害・水害・雪害・太陽フレアによる太陽嵐など[10][11][12][13][14][15][16][17][18]。
  - 地震に関しては、関西電力が阪神・淡路大震災の際に7日間で応急送電体制を作り上げたことが知られている[19]。
- 人災。飛行機やクレーンが送電線に接触し断線させる、電柱に自動車が衝突して電柱をなぎ倒すなど[20][21]。
- 発電・配電設備の故障によるもの（突発故障など）[22][23][24][25][26]。

#### 意図したもの
- 計画停電は、事前に計画された停電。あらかじめ住民に知らせられる。
  - 工事のためのもの。電力会社や工事会社の営業時間である平日日中が多いが、住民への影響が少ない深夜帯にすることもある。
  - 電力需要が供給を上回ることによる大規模停電を回避するため、一部地域を停電させる。一定時間ごとに地域を変更する場合、輪番停電（rolling blackout）と呼ばれる。
  - 燃料不足によるもの。経済的理由のほか、悪天候や政治的理由による燃料輸送路の遮断などでも起こる。
- 緊急の停電。住民への通知はない。
  - 天災での停電をさけるための配電切り替え等の緊急工事。
  - 送電線の鉄塔に人が登ったりしたため、危険防止と保安面から急遽送電を停止したなど。

### 契約対象設備に起因するもの
- 雷サージ保護用バリスタの動作により、ブレーカーが落ちる。
- 消費電力の超過によるブレーカー、ヒューズ、漏電遮断器などの作動。
- プラグが抜けた、または故意に電源スイッチを切ったなどの偶発的ないし人為的なもの。（→8時だョ!全員集合停電トラブル）

### 発電・送電施設の意図的な破壊によるもの
- 空爆等の戦闘行為によるもの。
  - 通常爆弾などで発電・送電設備が破壊されると発生しうる[27]ほか、送電線をショートさせ電力網を麻痺させる停電爆弾（ブラックアウト爆弾とも）もある。
- テロによるもの[28]。

## 停電の影響
停電では、一般市民の生活に於いて照明の他にも冷蔵庫・エアコン・電磁調理器・暖房・洗濯機などの生活家電が使えなくなる。テレビ（携帯用など乾電池・あらかじめ充電していたバッテリーで使用できるものは除く）・パソコンも使えなくなるため、情報が入手できないという事態に陥りやすい。また、高層ビルでは突然の停電の場合にはエレベーターに閉じこめられるなどの被害もある。
水道も高層ビルなど、高い所にある貯水タンクに揚水ポンプで水を上げている所では、長時間の停電で貯水タンクが水量不足の状態となり断水になることもある。また平地でも上水道の加圧に電動ポンプを利用している地域も同様である。この断水は数時間程度で発生する場合もあるので、停電時は水の使い過ぎにも注意したい。なお日本では大抵、中水道と上水道と云う区分が無いため、断水すれば飲料水の供給停止と同時に、水洗トイレも使用不可能となる事から、一部では停電が予想される際に、風呂の残り湯を棄てない等で自衛する人もいる。その一方で下水道も下水処理場の機能が停止するため、大規模停電では汚水処理に問題が出る。
他にも大規模な物では信号機の停止などにより道路の使用が妨げられたり、電源供給がなくなり鉄道が止まるなど、交通が混乱する。また電話やインターネットなどの通信に支障を来たす事もある。電話線には独自にオフフック検出用に直流の電力が供給されるが、光ファイバーを用いたFTTHの電話線では当然ながら電力は供給されず、コードレスホンなど加入者用の電話機そのものの高性能化も相まって使えなくなることが多い。またひかり電話等は加入者設備であるホームゲートウェイや光回線終端装置にも電力を供給しないと停止するため、これらの装置に無停電電源装置や蓄電池等の非常用電源が無い場合は使用不能となる。
さらに家電に組み込まれたタイマーや時計が一斉に停止し、設定内容が消滅したり、電力が復旧してもビデオのタイマー録画などが事前に設定した所定時間に動作しないなどの状態となることがある。このほか熱帯魚や活魚を飼育している場合には外部電源による電気製品は使えなくなるため空気の供給や水温の調整に注意が必要となる。
家庭内の電熱器具（アイロン・ドライヤー・電気ストーブ）は電源を付けたまま停電となると、停電から復帰して通電が始まった際に使用状況によっては火災の原因となることがあるため電源を切っておく必要がある。

### 具体例
- 公共施設の臨時閉館
- 信号機の停止
- エレベータの停止
- 上水道の断水、濁水の発生
- コンピュータ内部の記録・データの消失
- インターネットへの接続不能
- ホームページへのアクセス不能
- 多機能電話・ファクシミリの使用不能

### 復帰後
タイマー内蔵機器については確認や再調整が必要になる場合がある。また、安全装置（オートロック、火災報知器等）については復旧確認が必要になる場合がある。

### 瞬断の問題
人間の視覚では感知できない僅かな時間の停電、電圧の低下でも、情報機器を扱う現場や工場では大きな障害を招くことがある。2010年（平成22年）12月8日5時ごろ、中部電力管内の愛知県、三重県、岐阜県で電圧低下が発生した例では、わずか0.07秒の時間であったものの、東芝のNAND型フラッシュメモリ工場、トヨタ車体の自動車工場などの操業が、一時的に停止するなどの影響が生じている。

## 対応や対策
停電が起きた際に、重大な影響が予測される施設では、しばしば停電に対する対策が採られている。例えば患者の生命維持に支障を来たす恐れのある病院や、放送局（送信所・中継局も含む）、新聞社、官公庁などの施設では、独自に発電・蓄電施設を備えている。また、コンピュータ普及と連動し、停電によるコンピュータの損傷を防ぐため、個人で無停電電源装置（UPS）のような機器を用意する人もいる。
特に停電が予想される所では、照明の代替としてろうそくやランプといった燃焼による器具や懐中電灯等の乾電池で動作する器具を備える場合があり、またこの乾電池により動作するラジオやポケットテレビ（日本に於いては2000年代後半以降ワンセグ搭載機が主流となっている）を備えるケースも見られる。災害が予想される地域では、地域防災（→自主防災組織）やその用に供する防災倉庫にエンジン発電機や電力に頼らない炊き出し用の器具を備える所も見られる。一般の家庭などでは、夜間においては灯火など他の照明に明かりを求め、停電が復旧するのが待たれる。
なお、災害時を除く平時の停電を防ぐためには「常に供給が需要に追いつくこと」が必須であるが、需要側を細かく制御する技術は2013年時点では未熟である。東日本大震災による電力危機に際しては、需要の極大期に電力使用制限令が発令されるなどしたこともあり、大口需要家の間でデマンドコントローラが普及するなどした。また、送電網単位での輪番停電といった、スマートではない需要制限も実施された。
小規模需要家をも含めて「発電・送電・蓄電の能力を超えないよう、消費をスマートに抑制する」ための仕組みとして、2013年時点ではスマートグリッドの実用化に向け、小規模な電力網で実証実験が行われている。
水については、給水塔は短時間の停電であれば重力を利用して水を供給できる。また自治体によっては水道ポンプ用の発電機を備えている場合がある。

### 船舶
船舶においては、海上における人命の安全のための国際条約（SOLAS）やJIS‐F‐8072船用電気設備の規定で、二組の主発電機を設け、片方の船内電源の喪失（ブラックアウト）が起きても電源を維持できる仕組みとなっている。

## 過去の大規模な停電
- 御母衣事故（1965年6月） - 電源開発御母衣発電所近傍の送電鉄塔が台風・豪雨に伴う落石により倒壊。過負荷となった送電線の遮断、需要地側の火力発電所の脱調による停止などが連鎖的に起き、関西地方を中心に大停電となった。その後の系統保護・制御の基本思想にも大きな影響を与えている。
- 1965年北アメリカ大停電（1965年11月9日） - ベビーブームに関する都市伝説が唱えられた大停電である。
- 中国地方で大雪（1975年1月22日） - 中国地方で大雪があり、各地で早朝から送電線が次々と切断される。約22万戸が30分から5時間にわたり停電した[40]。
- 1977年ニューヨーク大停電（1977年7月13日）[41]
- 東京で大規模停電（1987年7月23日） - 首都圏で280万世帯が停電[42]。原因は猛暑による需要の急増と無効電力供給力不足による電圧低下[42]。経済損失は1兆8000億円と試算されている（首都圏大停電）。
- カナダ・ケベック州の大停電（1989年3月13日） - 太陽の磁気嵐による大停電[43]。
- 阪神・淡路大震災（1995年1月17日） - 関西地区約260万世帯が停電。2番目の規模の停電となった[44]。
- 台湾大停電（1999年7月29日） - 台南の北約846万世帯が停電。原因は、現在の台南市龍崎区にある送電鉄塔の倒壊。
- 首都圏で大規模停電（1999年11月22日） - 首都圏で約80万世帯が停電[45]。原因は埼玉県狭山市で自衛隊の航空機が墜落した際、航空機によって送電線が切断されたため[46]。（→T-33A入間川墜落事故）
  - 東京向けの275kV送電線と、地元向け66kV送電線の2系統が切断[46]。地元でも154kVで受電していたマンションなどは難を逃れた。
- カリフォルニア電力危機（2000年9月14日〜） - カリフォルニア州で電力供給能力不足により計画停電。150万世帯が影響を受けた。
- 新潟県中越地震（2004年10月23日）[47]
- ニューヨーク大停電（アメリカ東部時間2003年8月14日16時11分） - この停電は、クリーブランド、デトロイト、ボストン、トロント、オタワに及んだ。
- 福岡県西方沖地震（2005年3月20日）[48]
- ジャワ島大停電（2005年8月18日）- 1億人。2012年7月現在史上2位。
- 新潟大停電（2005年12月22日）[49]
- 2006年8月14日首都圏停電（2006年8月14日） - 河口近くを航行中のクレーン船が頭上の275kV超高圧送電線を引っ掛けて切断したため発生した[2][3][4][20]。→ウィキニュース
- 2009年ブラジル・パラグアイ大停電（2009年11月10日）[50]
- 東日本大震災（2011年3月11日） - 主要な火力発電所が稼働を停止したことで、東北地方の広い地域で停電した[51]。関東地方では茨城県のほぼ全域で停電、東京電力は大規模需要事業所への給電を強制停止し、電力系統の全系崩壊（全域停電）は回避したものの多くの地域で停電した[52]。東北地方だけでも約440万世帯に上り、日本では阪神・淡路大震災を上回る最大規模の停電となった[52]。また、戦後混乱期以来となる計画停電も実施された。4月7日の余震でも東北地方の400万世帯が停電した[53]。

- 韓国大停電（2011年9月15日） - 韓国電力公社の電力需要予測の甘さから済州島を除く全国で停電[54]。
- インド大停電（2012年7月31日） - 歴史上1位の停電事故[55]。供給力不足から、デリー首都圏と一つの広域圏と、北部・東部・北東部の3地域の北部18州で全面停電、6億7000万人が6時間以上停電した（13時から深夜まで）[55]。前日にも北部7州とデリー首都圏（3億5000万人）が10時間停電した[55]。
- 新座洞道火災事故による停電（2016年10月12日）-埼玉県新座市の東京電力の電力施設で火災が発生し、首都圏で大停電が発生した[30][56]。政府機関が集まる千代田区永田町でも停電が発生した[30][56]。この影響で58万世帯が停電し、交通機関や上下水道に影響が出た[56]。
- 北海道胆振東部地震（2018年9月6日） - 北海道内で夏季深夜電力の半分を賄う厚真町の北海道電力苫東厚真火力発電所が地震の影響で緊急停止した。その直後から電力網の需給バランスが急激に崩れ、大きな周波数変動によるタービン設備をはじめとする発電設備の破壊を防ぐ目的で各発電機ごとに設置されている保護継電器が次々と作動し、北海道内すべての発電機が連鎖的に解列・自動停止したため、離島を除く北海道全域で停電（影響世帯 295万戸）が発生した[57][58]。頼みの綱の北本連系線も空き融通枠がほとんど無く、また周波数変換器が電力系統の自動周波数調整を行う仕組みゆえ単独運転不能であったのと、脱落した発電機の容量が連系線容量に比して過大であったため運転継続もままならなかった。
- 令和元年房総半島台風（台風15号、2019年9月9日千葉県上陸） - 千葉県君津市の送電塔2基が倒壊するなどして約11万軒が停電[59]。
- 福島県沖地震（2022年3月16日） - 東北地方・関東地方を中心に大規模停電。震源から遠く離れた首都圏（東京）などでも停電した[60]。地震から5日後には、資源エネルギー庁により電力需給逼迫警報が初めて発令されるに至った。
- 四国地方停電（2024年11月9日） - 午後8時22分頃四国電力管内において約36万5300戸にのぼる大規模な停電が発生。香川県約6万戸、徳島県及び愛媛県で約11万戸、高知県で約8万戸の停電が確認された。停電地域は徐々に縮小していったものの所により最長で午後9時49分頃まで続いた。原因は9日午後2時頃、本州と四国を結ぶ送電線の一部でトラブルがあり、復旧していたところ何らかの原因で本州に送る電力が急激に増えたという。ゆえに、四国に送る電力が不足してしまい、電力の供給バランスを保つために自動的に供給を停止する安全装置が作動して、停電につながったという。

## フィクションにおいて
- アーサー・ヘイリーの長編小説『エネルギー』では、クライマックスでテロによる大停電が描かれる。人工呼吸器使用の病人が死ぬシーンなどもある。
- 福田和代の長編小説『TOKYO BLACKOUT』でも、テロによるブラックアウト（全電源喪失）が描かれている。2018年の「北海道胆振東部地震」による北海道全域のブラックアウトの始終を先読みしたかのような描写が多数ある。